# Виварини, Антонио
Антонио Виварини, или Антонио да Мурано (итал. Antonio Vivarini, Antonio da Murano; между 1415 и 1420, Мурано — между 1476 и 1484, Венеция) — живописец раннего итальянского Возрождения периода кватроченто венецианской школы. Член семьи потомственных венецианских живописцев. Он, вероятно, самый ранний представитель семьи живописцев, которая произошла от мастеров по стеклу, работавших на острове Мурано. Он был старшим братом Бартоломео Виварини и учителем племянника последнего Альвизе Виварини.

## Жизнь и творчество
Антонио Виварини начинал работать в семейной мастерской на острове Мурано Венецианской лагуны, и вся его деятельность была связана с Венецией. В ранних произведениях Антонио наблюдается влияние Джентиле да Фабриано. С 1444 года он сотрудничал со своим зятем Джованни д’Алеманьей. После 1447 года Антонио писал либо один, либо вместе с младшим братом Бартоломео. Сохранившиеся запрестольные образы, выполненные Антонио и Джованни, находятся в церквях Сан-Заккариа (1443—1444) и Сан-Панталон (1444). Одним из их наиболее важных совместных заказов были три алтаря для церкви Сан-Заккариа, в которых изображения святых кажутся трёхмерными, что необычно для того времени. Антонио и Джованни также написали «Коронование Девы Марии» для церкви Сан-Панталон.
Между 1447 и 1450 годами оба художника жили в Падуе. Совместно с Джованни д’Алеманья, Никколо Пиццоло и Андреа Мантеньей в 1450—1451 годах принимали участие в росписи капеллы Оветари церкви Эремитани (разрушенной во время Второй мировой войны). Сотворчество с другими художниками затрудняет атрибуцию произведений Антонио Виварини.
Три его главных произведения — «Мадонна на троне с четырьмя учителями церкви» (Дева Мария с Младенцем на троне между святыми Иеронимом, Григорием, Амвросием и Августином), «Коронование Девы Марии» и «Святые Пётр и Иероним». Первые два (в которых он сотрудничал Джованни) находятся в галерее Венецианской академии, третье — в Национальной галерее в Лондоне.
Манеры Антонио и Джованни отличить непросто, но Антонио был доминирующим мастером. Мягкие, округлые фигуры в его богато орнаментированных полиптихах созданы под влиянием Джентиле да Фабриано. Помимо сотрудничества с Джованни и Бартоломео, Антонио выполнил множество независимых проектов. В их число входили запрестольные образы бенедиктинского аббатства Пралья (ок. 1448), а также полиптих «Святые Пётр, Павел, Урсула и её девственницы» (1450-е) для церкви в Брешии. Антонио продолжал создавать алтари до конца 1460-х годов, включая его последнее подписанное произведение — полиптих для церкви Санта-Мария-Ветере в Андрии (1467).
К концу века у Антонио, как и у его ближайших сотрудников появился интерес к новациям в живописи, но мастерская Виварини в целом продолжала выпускать картины в традиционном стиле интернациональной готики. Среди учеников Антонио Виварини были братья Карло и Витторио Кривелли.

## Галерея

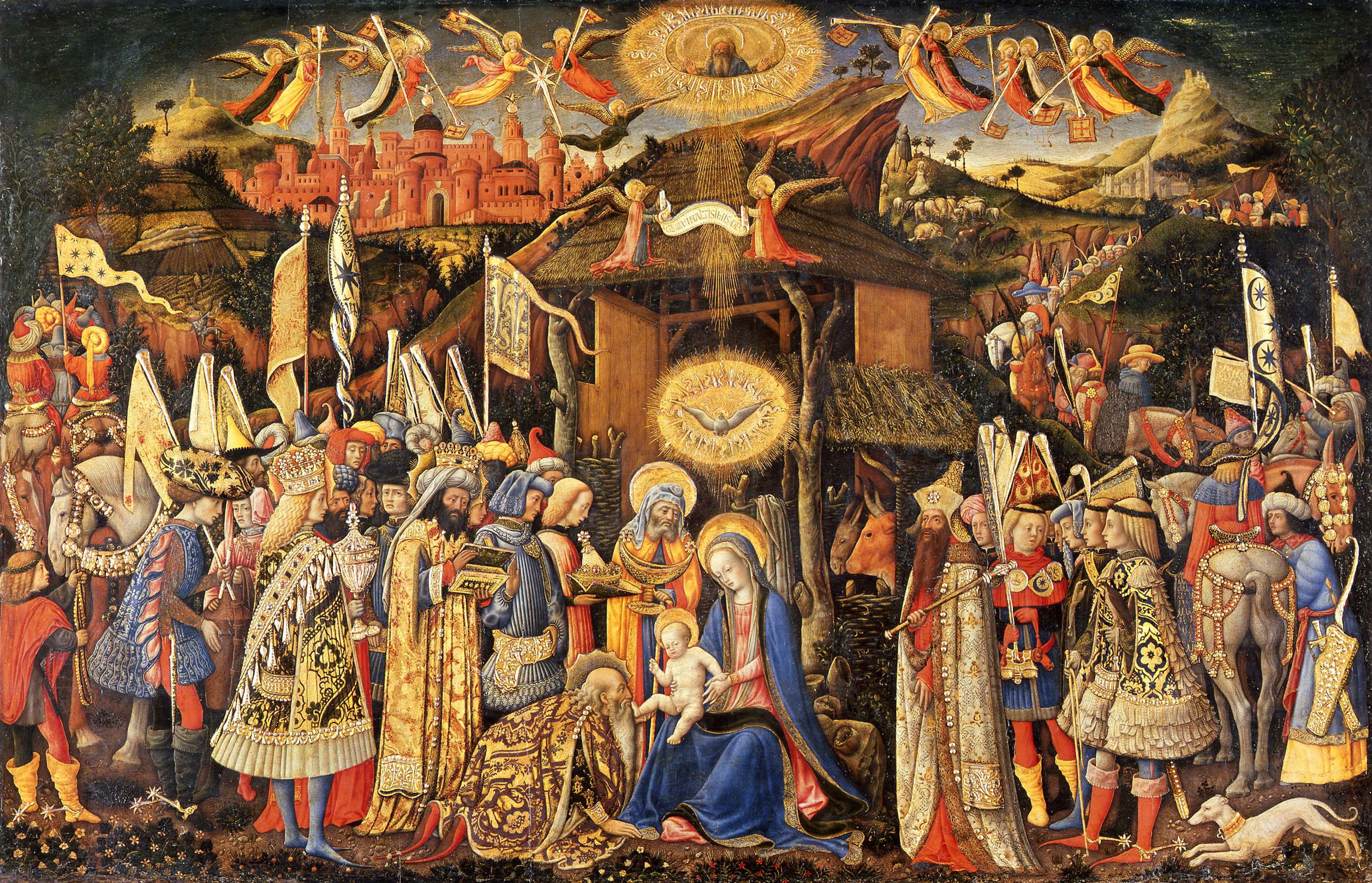
Поклонение волхвов. Между 1445 и 1447. Дерево, масло. Берлинская картинная галерея
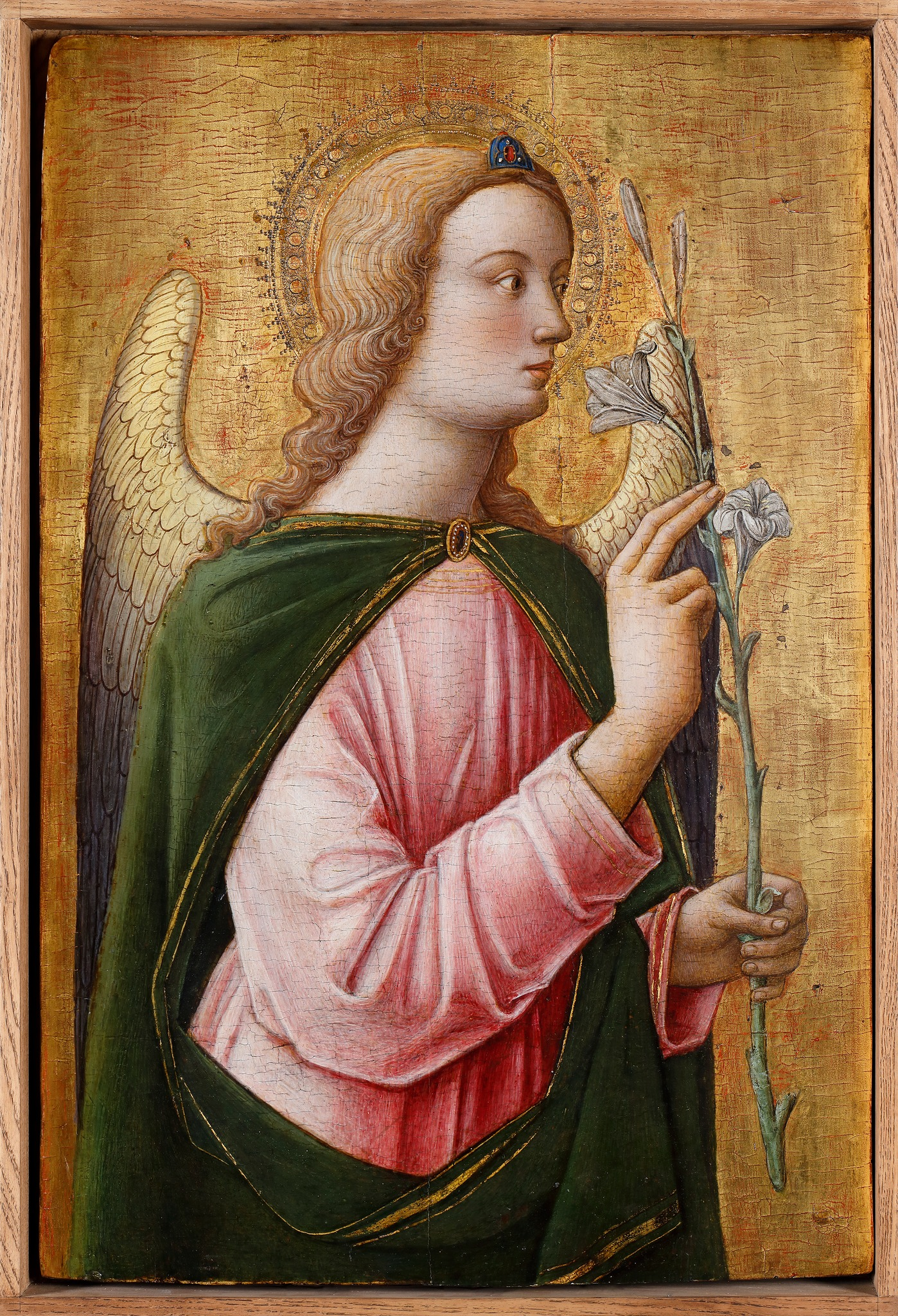
Архангел Гавриил. 1440-е. Дерево, темпера, масло, золочение. Музей изящных искусств, Тур
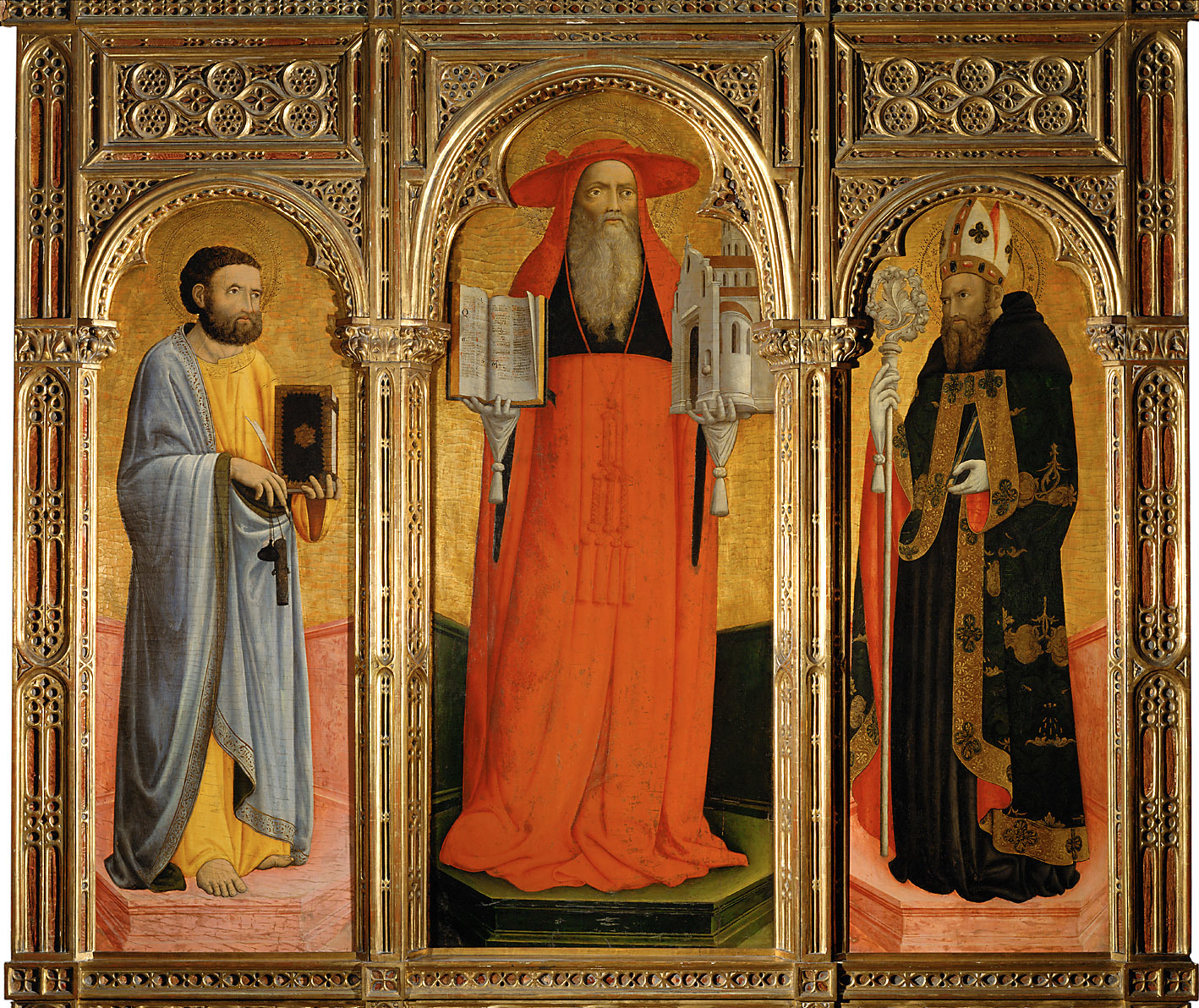
Алтарь Иеронима из церкви Санто-Стефано в Венеции. 1441. Дерево, масло. Музей истории искусств, Вена
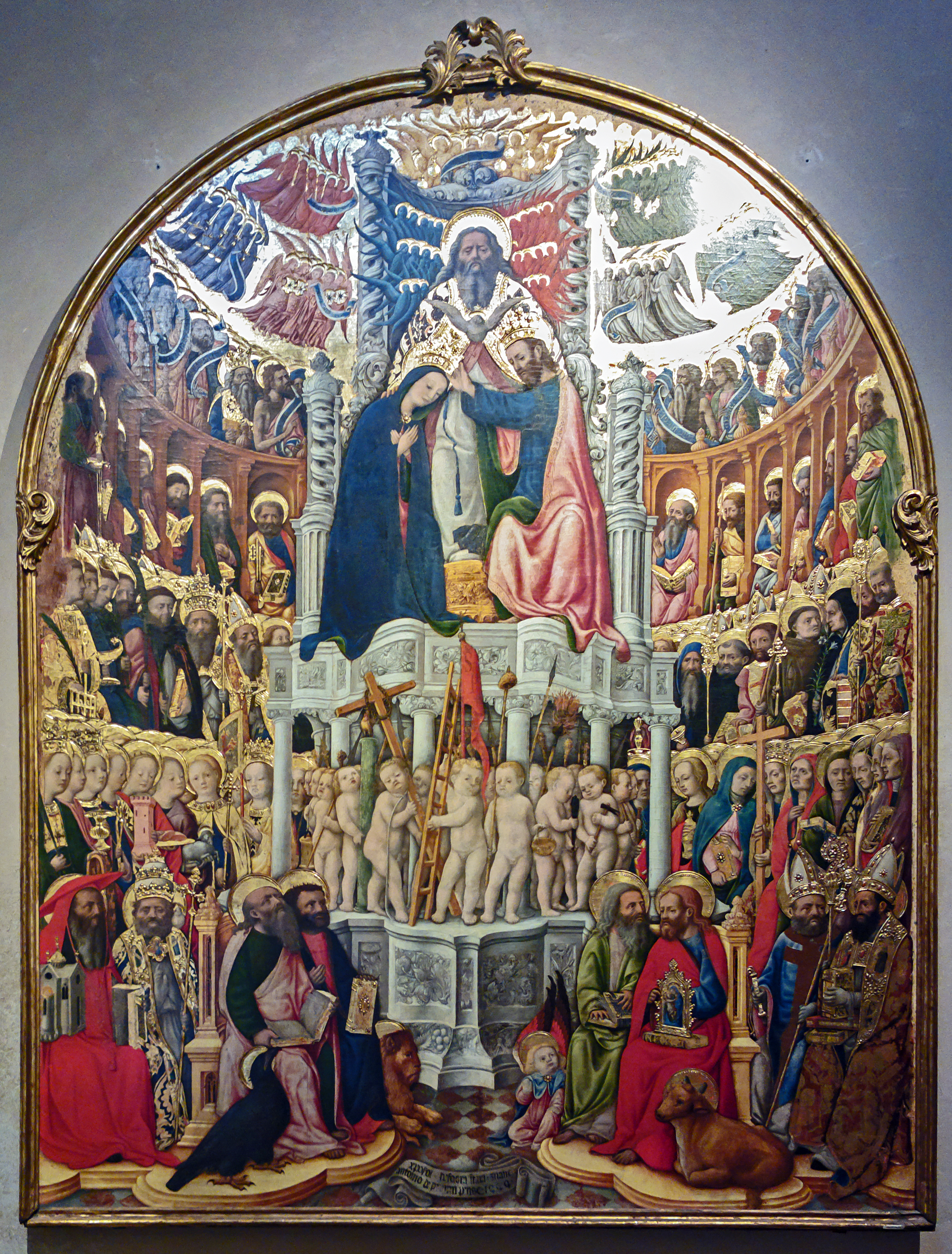
Коронование Девы Марии. 1444. Дерево, масло. Церковь Сан-Панталон, Венеция
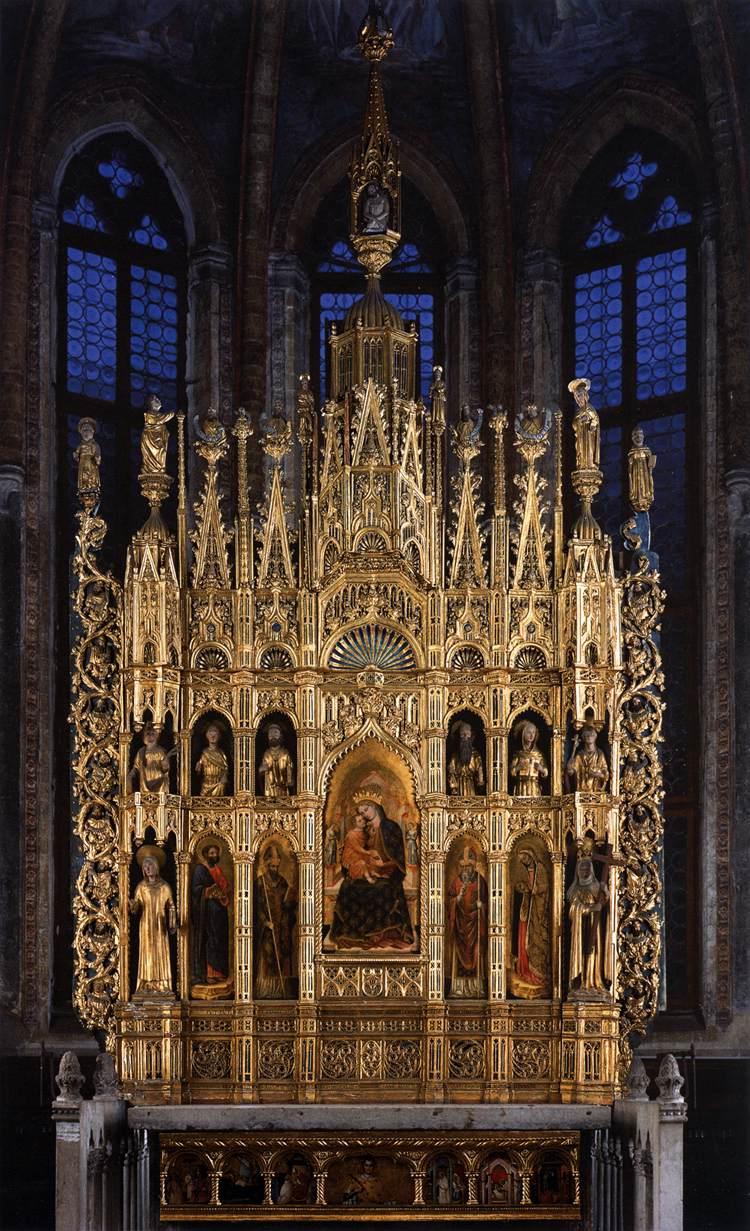
A. Виварини и Дж. д'Алеманья. Полиптих Девы Марии. 1443–1444. Дерево, масло. Церковь Сан-Заккариа, Венеция
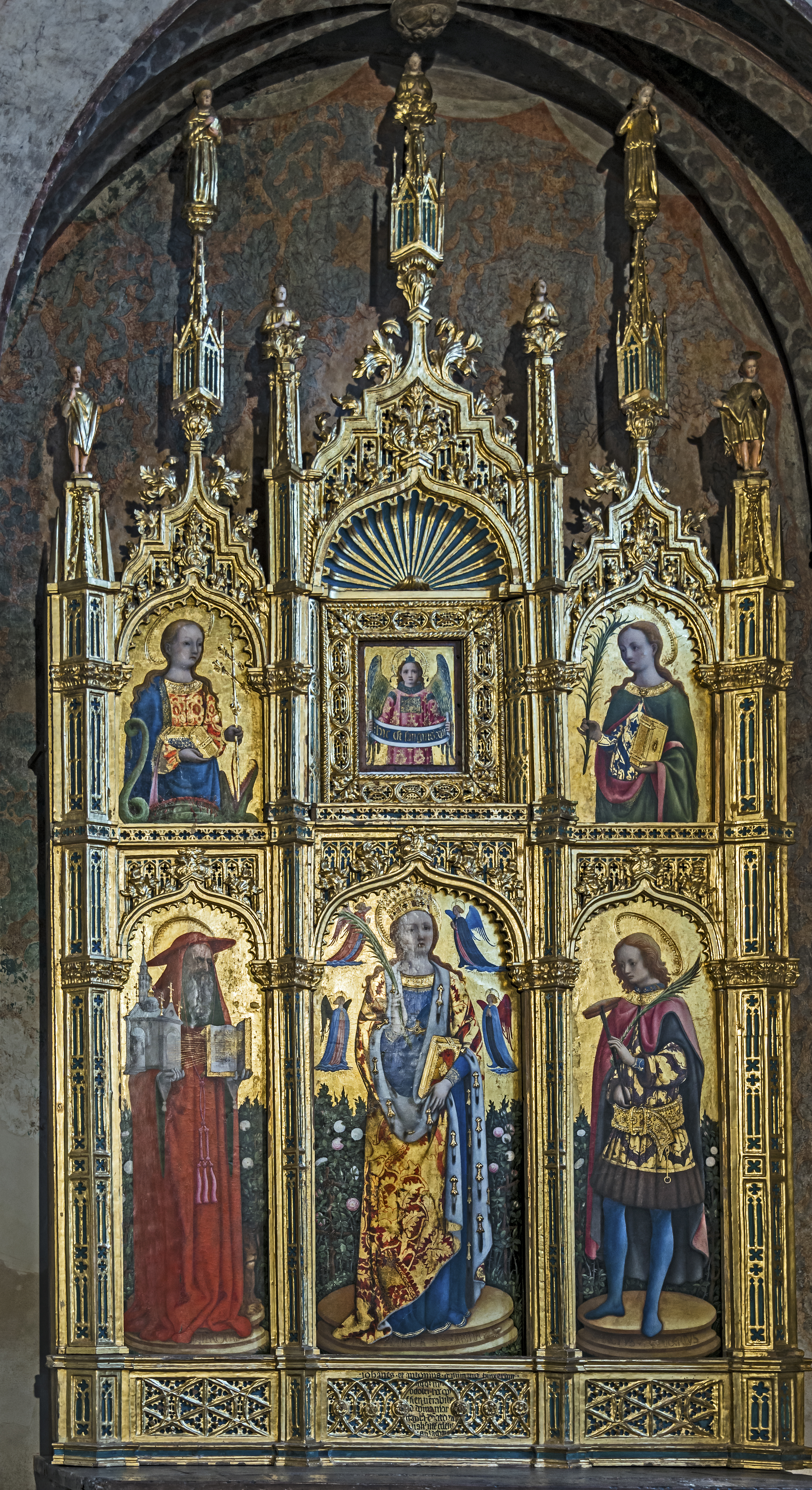
A. Виварини и Дж. д'Алеманья. Полиптих Санта-Сабина. 1443. Дерево, масло. Капелла Сан-Таразио, церковь Сан-Заккариа, Венеция
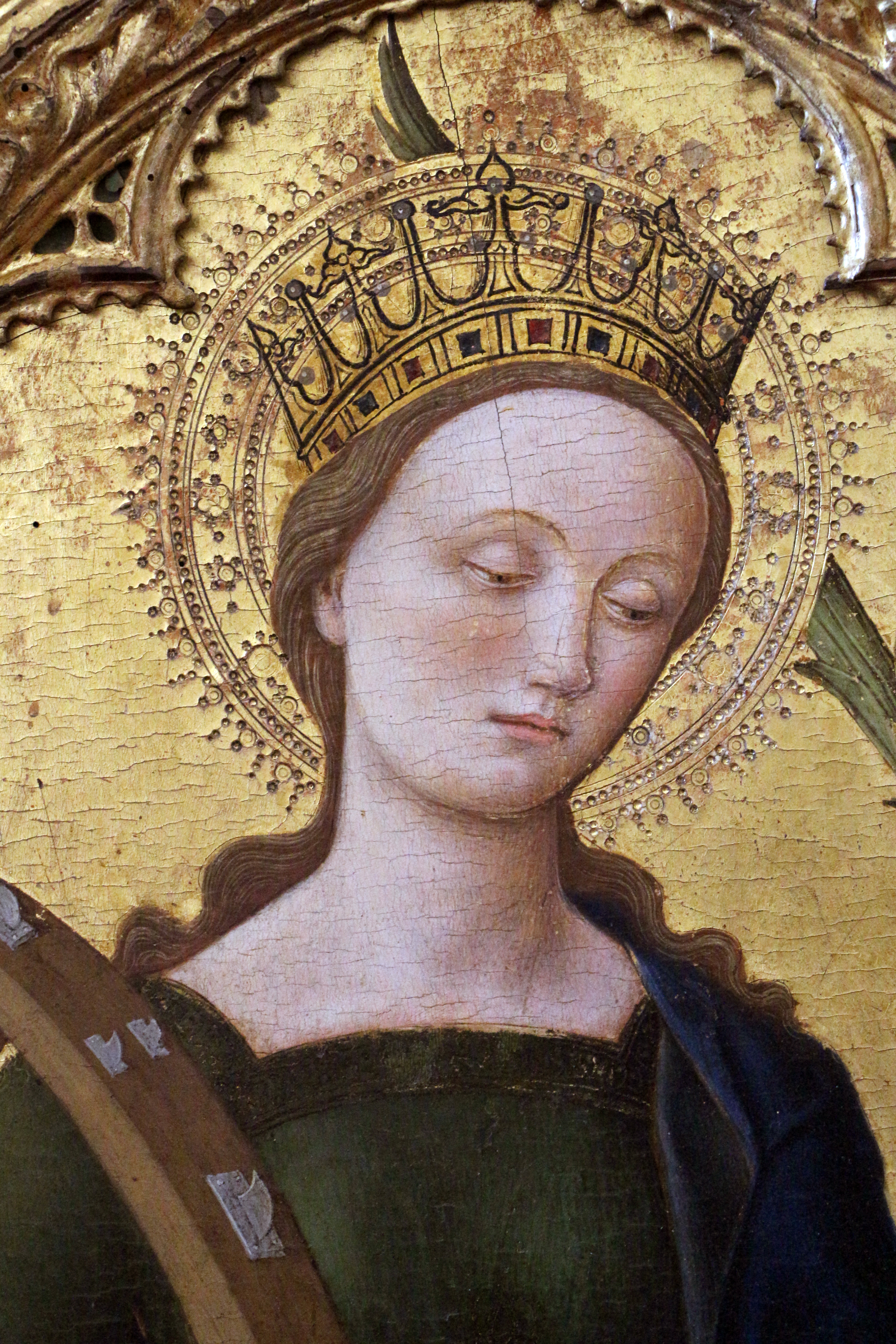
Святые Екатерина Александрийская и Лючия. Деталь. 1462. Дерево, масло. Епархиальная пинакотека, Корридония